# Gardens of the American Rose Center
Els Gardens of the American Rose Center són un jardí botànic consagrat a les varietats de  roses, situat just a l'oest de Shreveport a Louisiana (Estats Units d'Amèrica). A la finca s'hi troba també la seu de l'American Rose Society, la societat de roses nacional dels Estats Units.
Creat el 1974, aquest roserar compta fins a 20.000 rosers, disposats a petits jardins especialitzats, consagrats per exemple als nous rosers híbrids, a les varietats seleccionades per l'associació All-America Rose Selections, als rosers en miniatura, als rosers de flors senzilles, etc., dispersos en un gran parc boscós. Amb una superfície total de 47,75 hectàrees (118 acres), es presenta com el parc més gran parc dels Estats Units consagrat als rosers.